# Gnaphosa bithynica
Gnaphosa bithynica är en spindelart som beskrevs av Kulczynski 1903. Gnaphosa bithynica ingår i släktet Gnaphosa och familjen plattbuksspindlar. Inga underarter finns listade i Catalogue of Life.